# Глобализм
Глобали́зм — целостная система взаимосвязанных идеологических, политических, экономических, социальных, военных, культурных, пропагандистских
, дипломатических, кибернетических, разведывательных и других мероприятий, направленных на утверждение в глобальном масштабе господства той или иной социально-экономической, политической, идеологической, религиозной доктрины.
В XX веке политику глобализма проводили Соединённые Штаты Америки, Советский Союз, Китай, нацистская Германия. В 1970-х годах появился исламистский глобализм. К началу XXI века на Земле остались три глобалиста: США, Китай и исламистское движение .
В современном мире глобализм играет роль ядра глобализации.

## Примеры
В человеческой истории имеется ряд примеров глобализма из разных эпох.
- Империя Александра Македонского и Римская империя, а также империя Карла Великого.
- Византийская империя.
- Арабский халифат.
- Китай в XV в.
- Монгольская Империя, Тимура, Бабура.
- Испанская империя и Португальская империя в XVI веке
- Империя Габсбургов при Карле V.
- Английский и французский колониальный глобализм.

## Глобальные экономические проекты
- План Маршалла[21]
- Совет экономической взаимопомощи (СЭВ)
- Новый шёлковый путь
- Один пояс и один путь
- Всестороннее региональное экономическое партнёрство[2]
- Глобальный портал ЕС